# 부르크홀데리아목
부르크홀데리아목(Burkholderia)은  프세우도모나스문에 속하는 베타프로테오박테리아 목 분류군이다. 모든 프로테오박테리아와 마찬가지로 모두 그람 음성균이다. 또한 부르크홀데리아속과 보르데텔라속, 랄스토니아속 등의 일부 병원성 박테리아 종을 포함하고 있다. 또한 옥살산을 탄소원으로 사용하는 경우가 옥살로박터속과 관련 속도 드물게 포함한다.

## 하위 과
- 알칼리게네스과(Alcaligenaceae)
- 부르크홀데리아과(Burkholderiaceae)
- Comamonadaceae
- Oxalobacteraceae
- Sutterellaceae